# John Johansson (fotbollsspelare född 1895)
John Sigfrid Johansson, född 15 september 1895 i Örgryte församling, död 24 augusti 1979 i Göteborg, var en svensk fotbollsprofil, känd som grundare av, spelare i och mångårig styrelseordförande för Gårda BK, och som fotbollsdomare.

## Karriär
Johansson var som 24-åring med om att grunda Gårda BK den 1 november 1919. På det grundande mötet valdes han till ordförande i klubben, och han ledde som sådan klubben fram till 1933. Han spelade även som centerhalv i klubben i några år innan han övergick till en ledarroll på heltid.
Johansson valdes 1932 in i Svenska fotbollförbundets styrelse, och dömde under 1920- och 1930-talet matcher på nationell och internationell nivå. Han ledde från 1933 fotbollförbundets domarkommitté och var en period ordförande i Göteborgs fotbollsförbund.
Civilt tjänstgjorde Johansson för Transportkompaniet och SKF innan han blev arbetschef för Göteborgs idrottsnämnd.